# Šalamenci
Šalamenci – wieś w Słowenii, w gminie Puconci. W 2018 roku liczyła 291 mieszkańców.